# Palast der Spielsportarten (Jekaterinburg)
Der Palast der Spielsportarten „Uralotschka“ (DIWS) (russisch Дворец игровых видов спорта «Уралочка» (ДИВС)) ist eine Mehrzweckhalle am Ufer des Flusses Isset im Zentrum der russischen Stadt Jekaterinburg. Sie bietet 5000 Zuschauern Platz und ist neben dem KRK Uralez die zweite große Sportarena der Stadt. Volleyball- und Basketballvereine der Männer und Frauen, sowie ein Futsalteam tragen hier ihre Heimspiele aus. Gelegentlich finden Wettkämpfe in Individualsportarten, Sportgymnastik, Turnen oder Tennis statt. Ebenso finden Konzerte in der Arena statt.

## Geschichte
Lange Zeit existierte in Jekaterinburg lediglich eine große Sportarena – der 1972 erbaute KRK Uralez (damals: Sportpalast der Gewerkschaften). Dieser war mit den verschiedenen Sportveranstaltungen der Stadt überlastet und bedurfte außerdem einer Renovierung. Daher fasste die Regierung der Oblast Swerdlowsk unter dem damaligen Gouverneur Eduard Rossel im März 2000 den Beschluss, eine neue Sportarena zu bauen. Am 5. Juni 2001 fand der erste Spatenstich statt. Mit den Bauarbeiten wurde die österreichische E. Fuhrmann Baugesellschaft beauftragt. Der Bau wurde vollständig durch private Investoren finanziert. Einen Großteil der Baukosten hat das Metallurgieunternehmen UGMK getragen. Die im Jahr 2002 geplanten Kosten von 17 Millionen Dollar dürften sich deutlich erhöht haben, wurden die Kosten allein für die Arena (Block A) auf 14,5 Mio. Euro geschätzt. Heute befindet sich die Sportarena im Besitz der Arenaorganisation, deren Eigentümer die Oblast Swerdlowsk ist.
Am 11. Juni 2003 wurde der Sportpalast offiziell eröffnet. An diesem Tag fand als erstes Spiel die Auftaktbegegnung der ersten Ausgabe des Boris-Jelzin-Volleyball-Cup statt, bei dem der erste russische President Boris Jelzin und damaliger Vorsitzender des staatlichen Sportkomitees und späterer Sportminister Wjatscheslaw Fetissow anwesend waren.
Neben der Sportarena (Bock A) sahen die Planung von Beginn an auch einen Verwaltungs- und Trainingskomplex (Block B) in direkter Nachbarschaft vor. Dieses Gebäude ist auf der zweiten Etage mit einem Übergang direkt mit der Arena verbunden. Es beherbergt auf gut 8000 m² die Arenaverwltung, das Sportlerhotel "DIVS" mit 32 Doppelzimmern, Sanitäts-, Besprechungs- und Trainingsräume (darunter auch drei Volleyballfelder), einen Raum für Pressekonferenzen, sowie ein Bistro. Das Mehrzweckgebäude wurde im Juli 2006 eingeweiht.
Im Winter 2014 wurde das Dach der Arena von außen erneut mit orangen Planen abgedeckt, welche die Vereinsfarbe der Frauen-Basketballmannschaft UGMK Jekaterinburg ist.

## Technische Daten
Die Sportarena (Block A) ist 29,1 m hoch, hat die Grundform einer Ellipse mit einer Breite von 68 m und einer Länge von 84 m und  eine Gesamtfläche von ca. 20.800 m². Davon entfallen 1720 m² auf die sportlich genutzte Fläche und 1004 m² auf das Spielfeld. Die Deckenhöhe beträgt 21 m. Die Zuschauerzahl wird allgemein mit 5000 angegeben. Es befinden sich 4802 Sitzplätze in der Arena, von denen 1108 Plätze auf verschiebbare Teleskoptribünen in den unteren Reihen entfallen.

## Lage
Die Sportarena befindet sich im östlichen Teil des Bezirks "Schelesnodoroschny" unter der Adresse ul. Eremina 10 (ул. Ереминa 10) im Stadtzentrum. Sie liegt am Ufer des historischen Sees, der durch das Anstauen des Flusses Isset entsteht. Für Fußgänger besteht direkter Zugang zur Uferpromenade. Neben dem neuen Sportkomplex liegt der konstruktivistische Sportkomplex Dinamo.
Der Sportpalast ist gut an den öffentlichen Nahverkehr der Stadt angebunden. Die Metrostation "Dinamo" liegt direkt vor dem Eingang zur Arena. Eine Haltestelle der Trolleybuslinie 4 liegt nur 300 m der entfernt, die nächste Station der Straßenbahn Uprawlenije Dorogi liegt 600 m entfernt.

## Galerie

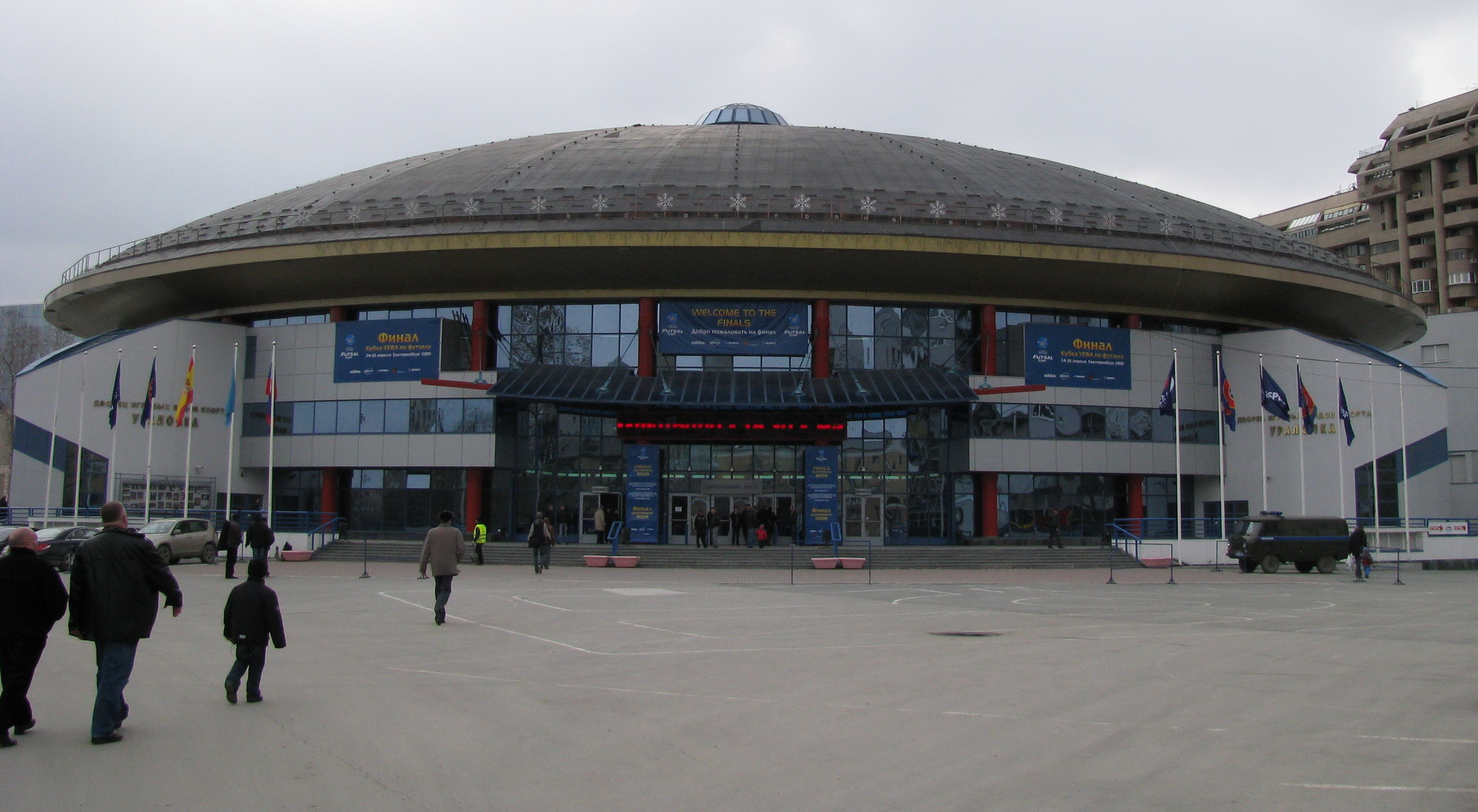
DIVS zum UEFA-Futsal-Pokals 2009
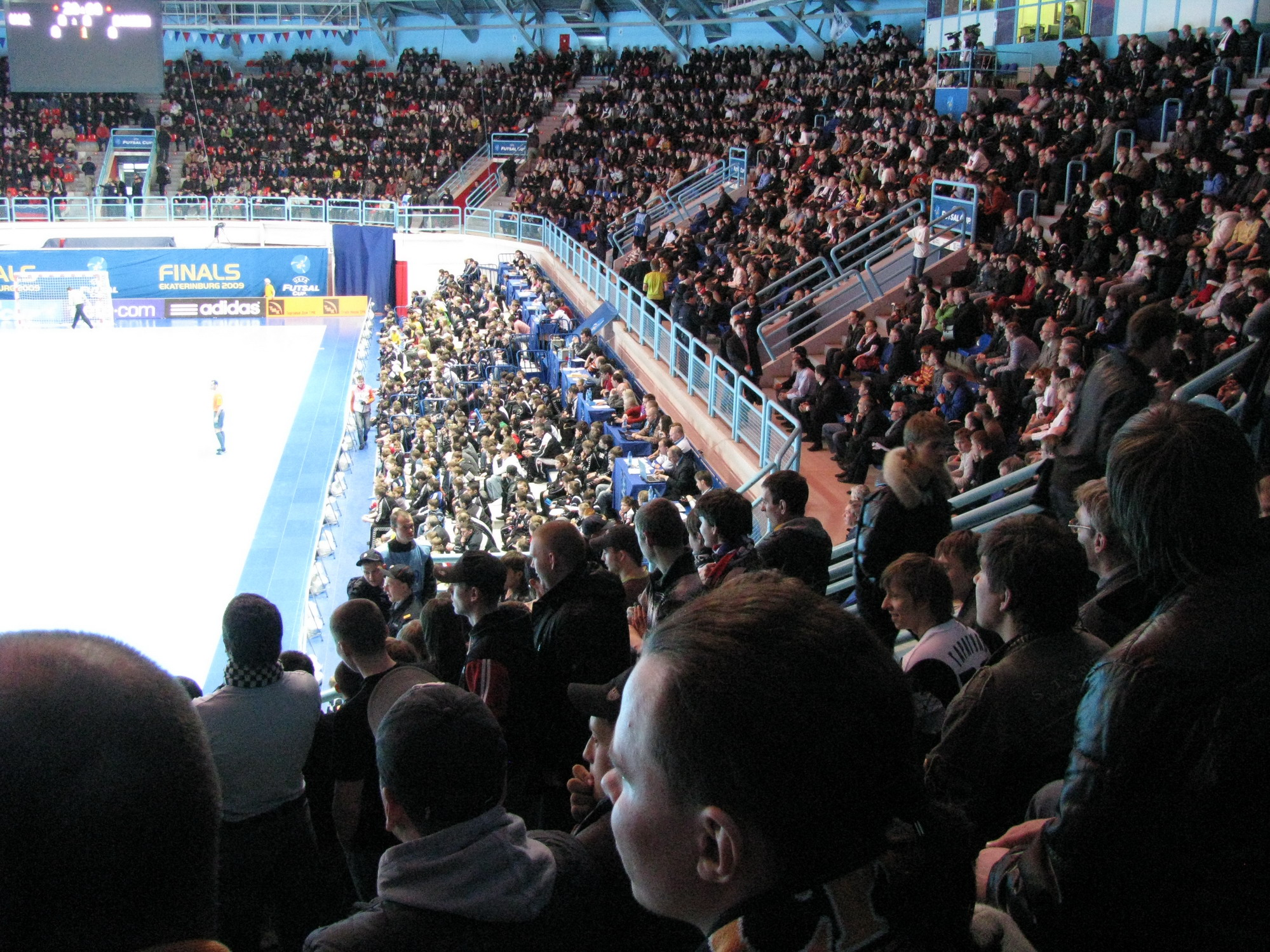
Innenansicht: Tribünen
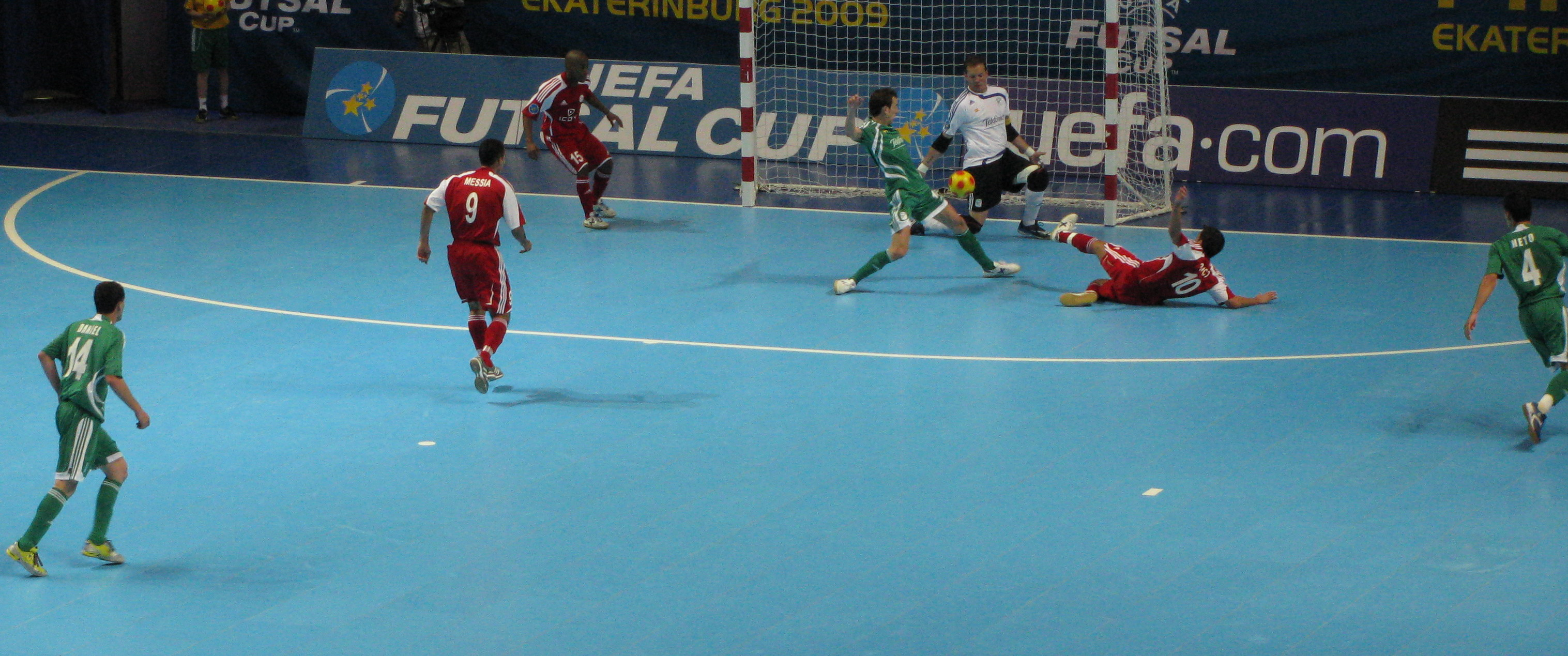
Innenansicht: Futsalspiel
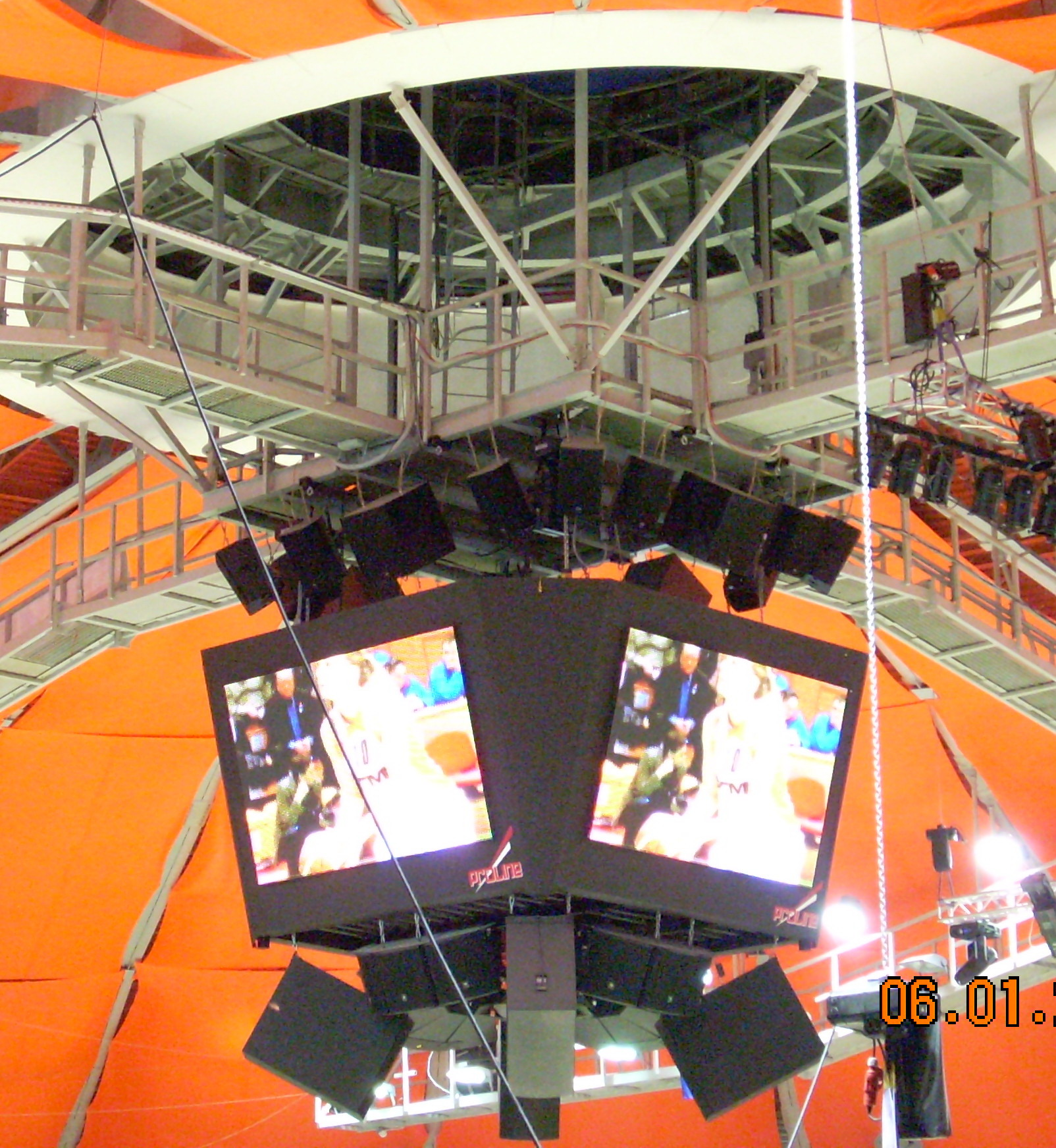
Anzeigetafel
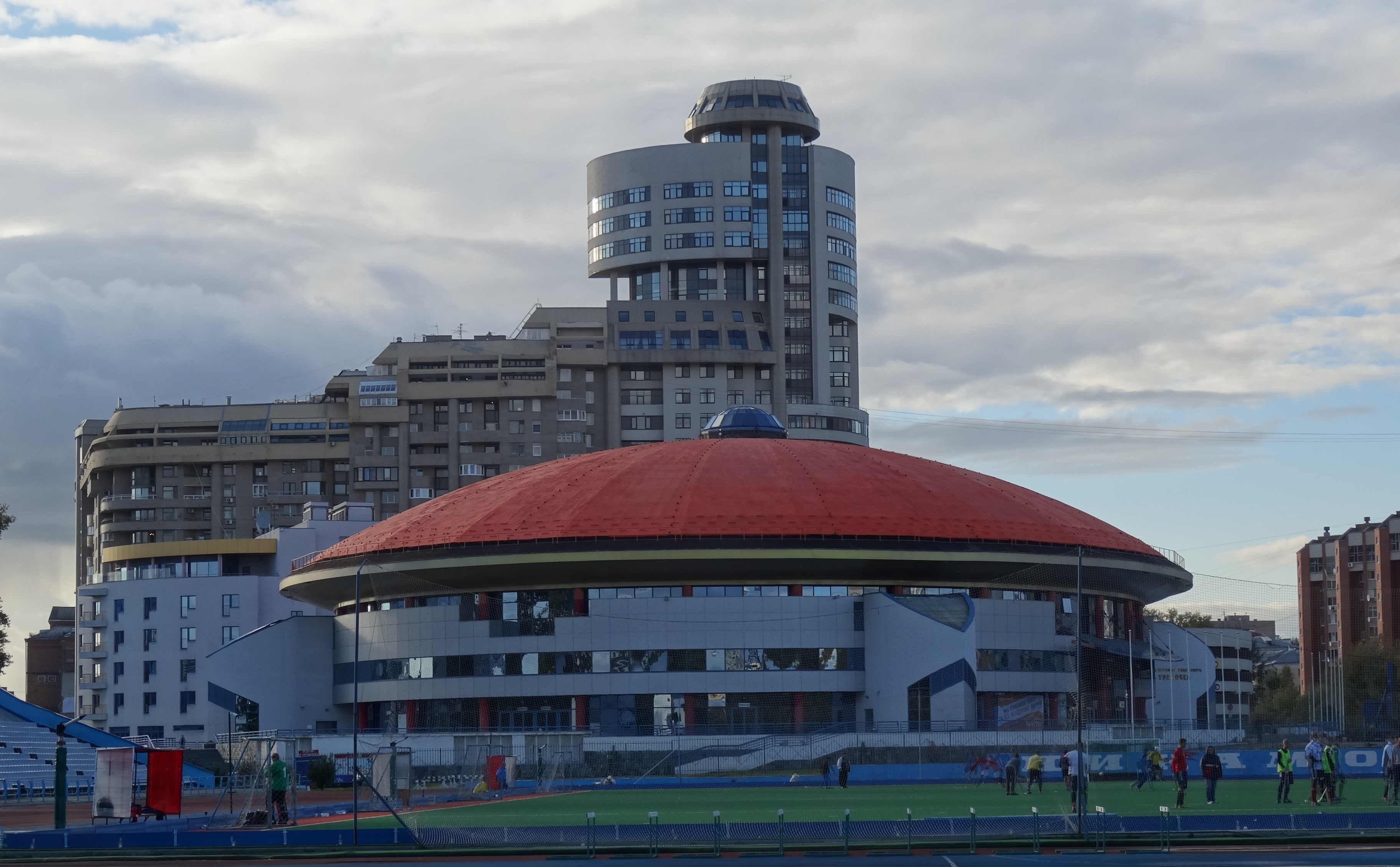
Ansicht von Südosten
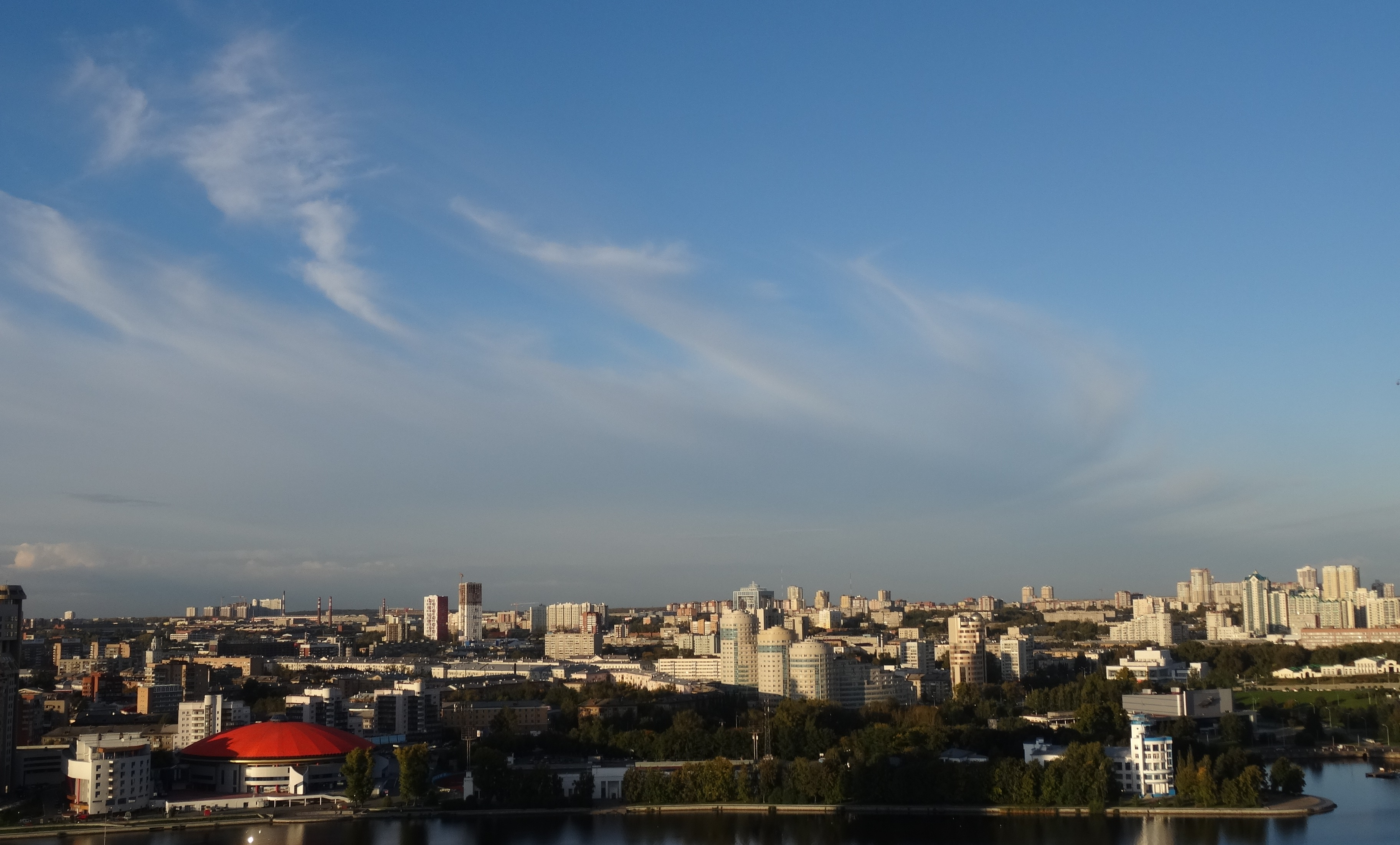
DIVS und Sportkomplex Dinamo